# Едсон Тортолеро
Едсон Тортолеро (ісп. Edson Tortolero, нар. 27 серпня 1971) — венесуельський футболіст, що грав на позиції півзахисника зокрема за «Мінервен Болівар» та національну збірну Венесуели.

## Клубна кар'єра
У дорослому футболі дебютував 1989 року виступами за команду «Мінервен Болівар», в якій провів дев'ять сезонів. 
Згодом з 1998 по 2005 рік грав за «Універсидад де Лос Андес», «Депортіво Тачира», мексиканський «Керетаро», «Карабобо» та «Трухільянос».
Завершував ігрову кар'єру у «Карабобо», у складі якого вже виступав раніше. Повернувся до неї 2005 року і захищав її кольори до припинення виступів на професійному рівні у 2006.

## Виступи за збірну
1993 року дебютував в офіційних матчах у складі національної збірної Венесуели.
У складі збірної був учасником розіграшу Кубка Америки 1995 року в Уругваї та розіграшу Кубка Америки 1999 року в Парагваї.
Загалом протягом кар'єри в національній команді, яка тривала 14 років, провів у її формі 39 матчів, забивши 3 голи.